# 駐港英軍
駐港英軍（英語：British Forces Overseas Hong Kong）是英國派駐到香港及負責香港防務的英國軍隊，由英國陸軍、皇家海軍和皇家空軍組成，自1841年香港開埠起進駐，日本在1941年12月發動太平洋戰爭後爆發的香港戰役是英軍駐港期間參與的最大規模戰鬥，在二次大戰後，英軍除負擔香港邊境的防務外，亦曾於1967年協助香港警察平息六七暴動，在海上救援工作方面亦擔當重要角色，並經常支援邊界執法工作，包括堵截偷渡和走私等活動。1997年7月1日香港主權移交後，駐港英軍在香港超過一個半世紀的防衛任務至此結束，英軍全數撤離香港。

## 概覽

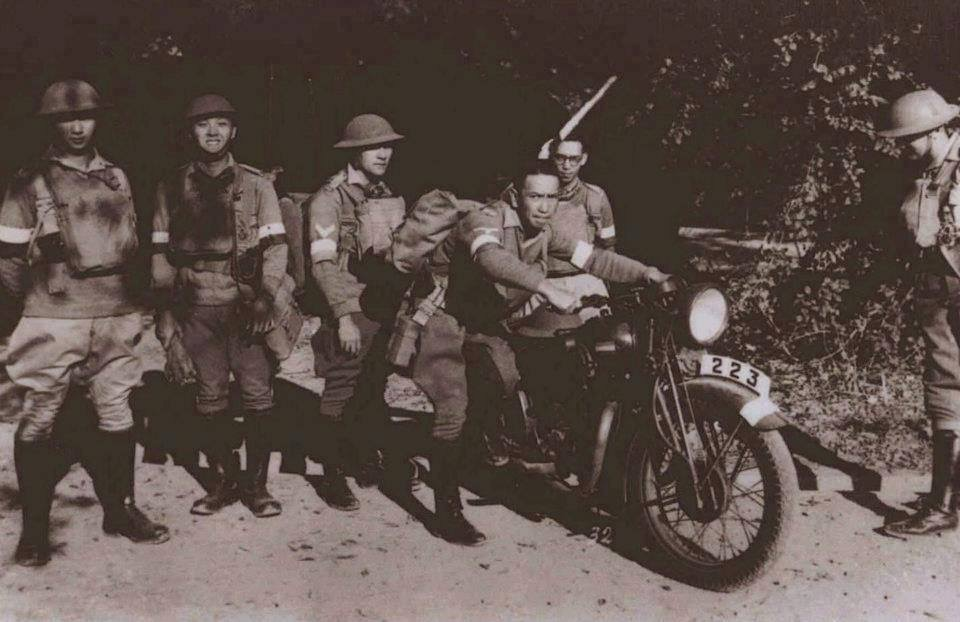
香港保衛戰爆發前，已有香港華人在駐港英軍服役，圖爲配備電單車的華人傳令兵

英軍在1841年香港開埠時即已駐港而成為駐港英軍，早年駐港英軍的兵源主要來自英國本土，由於英國於19世紀中葉在世界各地建立有大量殖民地，並於各地招募當地人參軍，所以在香港駐紮的英軍也有不少是來自其他英國殖民地的居民，也包括在香港招募香港居民而成立的軍事單位。從19世紀後期至二次大戰期間，英國在英屬印度招募印度次大陸居民成立的英屬印度陸軍也有單位到香港進駐；英軍在19世紀後期亦有聘用香港居民協助防務，早於1880年代已招募香港居民參與英國皇家工程兵建築防衛設施，以及協助運送軍需品和補給。駐港英軍於1937年開始招募香港華人居民加入皇家工兵及皇家炮兵。由於日本與納粹德國和義大利王國分別在1936年簽訂反共協定及1940年三國同盟條約組成軸心國，在二次大戰的歐戰爆發後，英國預期日本侵略香港的機會大增；但在1940年5月，包括法國在內的西歐多國被納粹德國發動的法國戰役以短短的一個多月時間擊敗，同年6月英國對岸的法國淪陷後，英國本土直接承受被德軍入侵的壓力並爆發不列顛戰役，大部份英國皇家海軍又因地中海戰役被義大利牵制，英國難以從本土派兵強化香港的防務，因此香港政府在1941年招募香港居民成立主要由本地華人組成的香港華人軍團；在太平洋戰爭爆發前夕，加拿大自治領決定應英國要求派兵增援英軍防守香港，並接受由英國駐軍司令的統一指揮，因此在香港保衛戰爆發時，駐港英軍的兵源除了派駐到香港的英國軍人及被徵召從軍的居港英國人之外，還有英屬印度陸軍、增援香港英軍的加拿大軍，以及主要由香港居民組成的香港華人軍團。除了屬於正規軍的香港華人軍團，香港政府也在本地招募後備軍，包括香港義勇防衛軍及香港皇家海軍志願後備隊。日本於香港時間1941年12月8日偷襲珍珠港數小時後入侵香港，孤立無援的駐港英軍面對人力物力都佔有絕對優勢的日本皇軍陷入苦戰；英軍經歷18天激戰後餘下的防線均逐漸瓦解，日軍在25日早上發動聖士提反書院大屠殺並即將攻入維多利亞城，港督楊慕琦與駐軍司令商討後，考慮到英軍即使退入市區進行巷戰也無助挽回戰局，只會造成大量居民死傷，遂於12月25日向日軍投降，香港進入日佔時期。駐港英軍大部分人員不是戰死就是被俘，很多被俘英軍更受到不人道對待或被移送到其他日本佔領地勞役致死；但仍有香港華人軍團及義勇軍的成員成功逃出被日軍佔領的香港後組成香港志願連參與緬甸戰役，也有成員與其他殘餘英軍轉戰到馬來亞及印度等地繼續抗擊日軍，亦有華人成員潛伏在香港進行情報工作或加入英軍服務團在日本佔領地進行敵後活動。
1945年8月15日，日本宣布無條件投降，英軍在8月31日光復香港，香港政府於1946年設立重光紀念日紀念盟軍戰勝日本及悼念為香港捐軀的陣亡將士。英國在1950年代初爆發的韓戰曾派兵加入聯合國軍支援南韓，因此與出兵支持北韓的中國關係緊張，於是政府招募香港居民重建華人軍團，成為繼承戰前香港華人軍團的香港華人陸軍訓練隊，並於1962年改組為香港軍事服務團，成為英軍在香港招募的華人正規軍。在中國共產黨發起文化大革命後，香港的防衛形勢又再度緊張，香港不久便發生六七暴動，駐港英軍曾出動協助平定動亂；進入1970年代後局勢逐漸穩定，英軍在香港的規模亦漸漸縮減。此外，由於曾經為英軍提供大量兵源的英屬印度在1947年獨立，香港英軍的兵源亦有所轉變，陸軍正規軍遂轉變為由英國本土派駐到香港的單位，以及來自尼泊爾的廓爾喀人組成的啹喀步兵旅為主，還有在香港招募的香港軍事服務團；海空軍主要由英國派駐來港，皇家海軍香港中隊則包括在香港招募的全職海軍人員。香港居民能夠以本地招募人員（Locally Enlisted Personnel，LEP）身份在香港應徵加入正規軍，在分別屬於海軍和陸軍的皇家海軍香港中隊或香港軍事服務團服役。另外，在英國本土招募的正規軍除了英國本土居民可報考外，持有英國國民（海外）護照的香港居民亦可提交申請，但與在香港投考的皇家海軍香港中隊和香港軍事服務團所採用的本地招募人員（LEP）身份不同，在英國招募的正規軍是要在英國本土投考，所以過往有意加入正規軍的香港居民大部分都在香港報考皇家海軍香港中隊和香港軍事服務團，香港居民在英國本土參軍後再派駐到香港的人數則只佔少數。
皇家香港軍團（Royal Hong Kong Regiment）又稱香港義勇軍或義勇軍，是直屬於香港政府的後備軍，協助香港的軍事防衛和執行救災任務。這支本地軍團早於1854年已經成立，於1951年獲授予皇家稱號。軍團由數名被借調到香港政府的英國陸軍正規軍軍官所率領，其架構和訓練皆參照英國陸軍轄下的本土防衛軍模式，成員來自各行各業，但需要定期受訓及參加野戰訓練，並須參與英軍軍演及協助巡邏邊境，香港如遇緊急情況須要動員後備軍時成員要立即報到，而雇主亦須要作出配合。第二次世界大戰後，義勇軍的大多數成員是香港本地華人。除了屬於陸軍的皇家香港軍團外，還有屬於海軍和空軍的輔助軍事單位，分別是香港皇家海軍志願後備隊（Hong Kong Royal Naval Volunteer Reserve）及皇家香港輔助空軍（Royal Hong Kong Auxiliary Air Force）；前者於1967年解散，後者是源於1949年組建的本地飛行服務單位，在1970年改組為皇家香港輔助空軍，主要由在香港招募的人員組成，任務以救援和支援執法為主，於1993年改組為政府飛行服務隊。
1990年8月伊拉克入侵科威特，多國組成聯軍準備驅逐伊拉克軍，英國軍方曾於1990年12月派飛機抽調200名駐港啹喀兵團前赴沙特阿拉伯，支援英軍派駐當地的第4裝甲旅和第7裝甲旅。
1997年7月1日香港主权移交后，驻港英军全部离开香港返回英国，香港的防务由驻港解放军取代，驻港英军自此解散，部分原属驻港英军又不愿返回尼泊尔的廓尔喀人，则选择留在香港为英资安保公司服务。

## 職責
英國在1997年7月1日之前負責香港的軍事防衛事務，並由英軍殲滅任何威脅香港的入侵者。英軍駐港期間參與的最大規模戰鬥是二次大戰時期，日軍於1941年12月8日發動南方作戰，其中一行動就是入侵香港而爆發的香港保衞戰，此戰亦是日本發起太平洋戰爭後開打的首場地面戰，但駐港英軍在苦戰18天後投降，香港被日本佔領長達三年零八個月，直至1945年8月香港重光。
香港的軍事防衛和對抗外敵的任務由駐港英軍負責，香港治安則是香港政府的內部事務，屬皇家香港警察的職責，但香港政府在緊急需要時可向駐港英軍要求協助。在1967年發生導致51人死亡的六七暴動期間，駐港英軍曾支援香港警隊平息暴亂。駐港英軍除承擔香港的軍事防衛外，亦長期負責巡邏香港邊界及維持香港邊境禁區的治安，包括堵截非法入境者，直至1995年香港邊界轉交香港警隊駐守；現時香港邊境禁區治安由警隊邊界警區野外巡邏隊及快速應變部隊負責。香港的軍事防衛經費在早年曾由英國政府承擔，其後由英國政府及香港政府經商議協定後各自承擔一半，香港在1975年的防務協議的承擔總額增至75%，到1988年又調降到65%；由於香港在1975年後的防務協議負擔起大部分防衛經費，香港政府此後亦經常主動要求駐港英軍支援海空救援和邊境執法，包括堵截越南船民及追截跨境走私快艇；皇家海軍在1980年代至1990年代中期協助皇家香港警察執行海上反走私行動有重要貢獻，香港水警遭遇越境的中國邊防船隻以武器指嚇時，駐港英軍亦曾經出動為水警提供協助；駐港英軍亦經常聯同香港警方進行海陸空搜救任務。

## 指揮架構
香港總督是英國君主在香港的代表，擁有香港三軍總司令及海軍中將（Commander-in-Chief and Vice-Admiral of Hong Kong）頭銜，實權則由英國駐軍司令（Commander British Forces / CBF）行使；駐港英軍司令歷來都由英國陸軍少將或中將擔任，直至1993年2月18日為止，亦擔任行政局官守成員；有需要時會出席行政局會議。

## 歷任英國駐軍司令

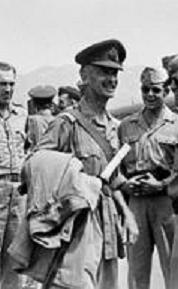
香港保衛戰時的英國駐軍司令——莫德庇少將

- 陸軍少將德己立（Major-General Sir George Charles D'Aguilar）（1843-1848）
- 陸軍少將士他花利（Major-General William Staveley）（1848-1851）
- 陸軍少將乍畏（General William Jervois）（1851-1854）
- 陸軍少將加勒特（Major-General Sir Robert Garrett（英语：Robert_Garrett_(British_Army_officer)））（1854-1857）
- 陸軍少將阿什伯納姆（Major-General Thomas Ashburnham（英语：Thomas_Ashburnham））（1857-1858）
- 陸軍少將斯特勞本茨（Major-General Sir Charles van Straubenzee（英语：Charles_Thomas_van_Straubenzee））（1858-1859）
- 陸軍少將克靈頓爵士（Major-General Sir James Grant（英语：James_Hope_Grant））（1860-1861）
- 陸軍少將米高（Major-General Sir John Michel（英语：John_Michel_(British_Army_officer)））（1861-1862）
- 陸軍少將士迪佛立爵士（Major-General Sir Charles Staveley）（1862-1863）
- 陸軍少將威廉（Major-General William（英语：William_Gustavus_Brown））（1863-1864）
- 陸軍少將 蓋伊（Major-General Sir Philip Guy（英语：Philip_Melmoth_Nelson_Guy））（1864-1867）
- 陸軍少將布鲁克（Major-General James Brunker（英语：James_Robert_Brunker））（1867-1869）
- 陸軍少將威菲路（Major-General Henry Wase Whitfield）（1869-1874）
- 陸軍少將科爾伯恩（Lieutenant General Sir Francis Colborne（英语：Francis_Colborne））（1874-1878）
- 陸軍少將杜魯雲（Lieutenant General Edward Donovan（英语：Edward_Westby_Donovan））（1878-1882）
- 陸軍少將薩金特（Lieutenant General John Sargent（英语：John_Neptune_Sargent））（1882-1885）
- 陸軍中將金馬倫爵士（Lieutenant General Sir William Cameron）（1885-1889）
- 陸軍少將愛德華Major-General Sir James Edwards（英语：James_Bevan_Edwards） （1889-1890）
- 陸軍少將白加爵士（Major-General Sir George Barker）（1890-1895）
- 陸軍少將布力爵士（Major-General Sir Wilsone Black）（1895-1898）
- 陸軍少將加士居爵士（Major-General Sir William Gascoigne）（1898-1903）
- 陸軍少將克頓（Major-General Villiers Hatton（英语：Villiers Hatton））（1904-1906）
- 陸軍少將樂活（Major-General Robert Broadwood（英语：Robert_George_Broadwood））（1906-1910）
- 陸軍少將安達臣爵士（Major-General Sir Charles Anderson（英语：Charles_Alexander_Anderson））（1910-1913）
- 陸軍少將凱利（Major-General Francis Kelly（英语：Francis_Kelly_(British_Army_officer)））（1913-1915）
- 陸軍少將溫地厘士（Major-General Francis Ventris（英语：Francis Ventris）, CB）（1915-1921）
- 陸軍少將福勒爵士（Major-General Sir John Fowler（英语：John_Fowler_(British_Army_officer)））（1922-1925）
- 陸軍少將盧押（Major-General Charles Luard）（1925-1929）
- 陸軍少將山打倫（Major-General James Walter Sandilands（英语：James Walter Sandilands））（1929-1932）
- 陸軍中將波老（Lieutenant-General Sir Oswald Borrett（英语：Oswald_Borrett））（1932-1935）
- 陸軍少將巴度苗（Major General Arthur Wollaston Bartholomew（英语：Arthur_Wollaston_Bartholomew））（1935-1938）
- 陸軍少將賈乃錫 （Major-General Sir Arthur Edward Grasett）(1938-1941）
- 陸軍少將莫德庇 （Major-General Christopher Maltby）（1941）
- 香港日佔時期（1941-1945）
- 陸軍少將菲士廷爵士（Major-General Sir Francis Festing（英语：Francis_Festing））（1945-1947）
- 陸軍少將區士覲爵士（Major-General Sir George Erskine（英语：George_Erskine））（1947-1948）
- 陸軍少將馬調士（Major General Francis Raymond Matthews（英语：Francis_Matthews_(British_Army_officer)））（1948-1949）
- 陸軍中將菲士廷爵士（Major-General Sir Francis Festing（英语：Francis_Festing））（1949）
- 陸軍中將孟雪夫爵士（Lieutenant-General Sir Robert Mansergh（英语：Robert Mansergh））（1949-1951）
- 陸軍少將伊雲士（Lieutenant General Sir Geoffrey Evans（英语：Geoffrey Charles Evans））（1951-1952）
- 陸軍中將艾利爵士（Lieutenant General Sir Terence Airey（英语：Terence Airey））（1952-1954）
- 陸軍中將蘇登（General Sir Cecil Sugden（英语：Cecil Sugden））（1954-1955）
- 陸軍中將史德頓爵士（Lieutenant-General Sir William Stratton（英语：William_Stratton_(British_Army_officer)））（1955-1957）
- 陸軍中將巴斯田爵士（Lieutenant-General Sir Edric Bastyan（英语：Edric_Bastyan））（1957-1960）
- 陸軍中將麥堅樂爵士（Lieutenant-General Sir Roderick McLeod（英语：Roderick_McLeod））（1960-1961）
- 陸軍中將許偉信爵士（Lieutenant-General Sir Reginald Hewetson（英语：Reginald_Hewetson））（1961-1963）
- 陸軍中將賈禮達爵士（Lieutenant-General Sir Richard Craddock（英语：Richard_Craddock））（1963-1964）
- 陸軍中將區金諾爵士（Lieutenant-General Sir Denis O'Connor（英语：Denis_O'Connor_(British_Army_officer)））（1964-1966）
- 陸軍中將華智禮爵士（Lieutenant-General Sir John Worsley）（1966-1968）
- 陸軍中將余智韜爵士（Lieutenant-General Sir Basil Eugster（英语：Basil_Eugster））（1968-1970）
- 陸軍中將韋達爵士（Lieutenant-General Sir Richard Ward（英语：Richard_Ward_(British_Army_officer)））（1970-1973）
- 陸軍中將彭英武爵士（Lieutenant-General Sir Edwin Bramall）（1973-1976）
- 陸軍中將夏卓賢爵士（Lieutenant-General Sir John Archer）（1976-1978）
- 陸軍少將李基輔爵士（Major-General Sir Roy Redgrave（英语：Roy_Redgrave_(British_Army_officer)））（1978-1980）
- 陸軍少將卓保邦爵士（Major-General Sir John Chapple（英语：John Chapple (British Army officer)））（1981-1982）
- 陸軍少將布樂民爵士（Major-General Sir Derek Boorman（英语：Derek_Boorman））（1982-1985）
- 陸軍少將潘雅文（Major-General Thomas Boam（英语：Anthony Boam））（1985-1987）
- 陸軍少將莊俊彥爵士（Major-General Sir Garry Johnson）（1987-1989）
- 陸軍少將鄧富樂爵士（Major General Sir Peter Duffell（英语：Peter_Duffell））（1989-1992）
- 陸軍少將霍立言爵士（Major-General Sir John Foley（英语：John_Paul_Foley））（1992-1994）
- 陸軍少將鄧守仁（Major-General Bryan Hawkins Dutton）（1994-1997）

## 英國陸軍

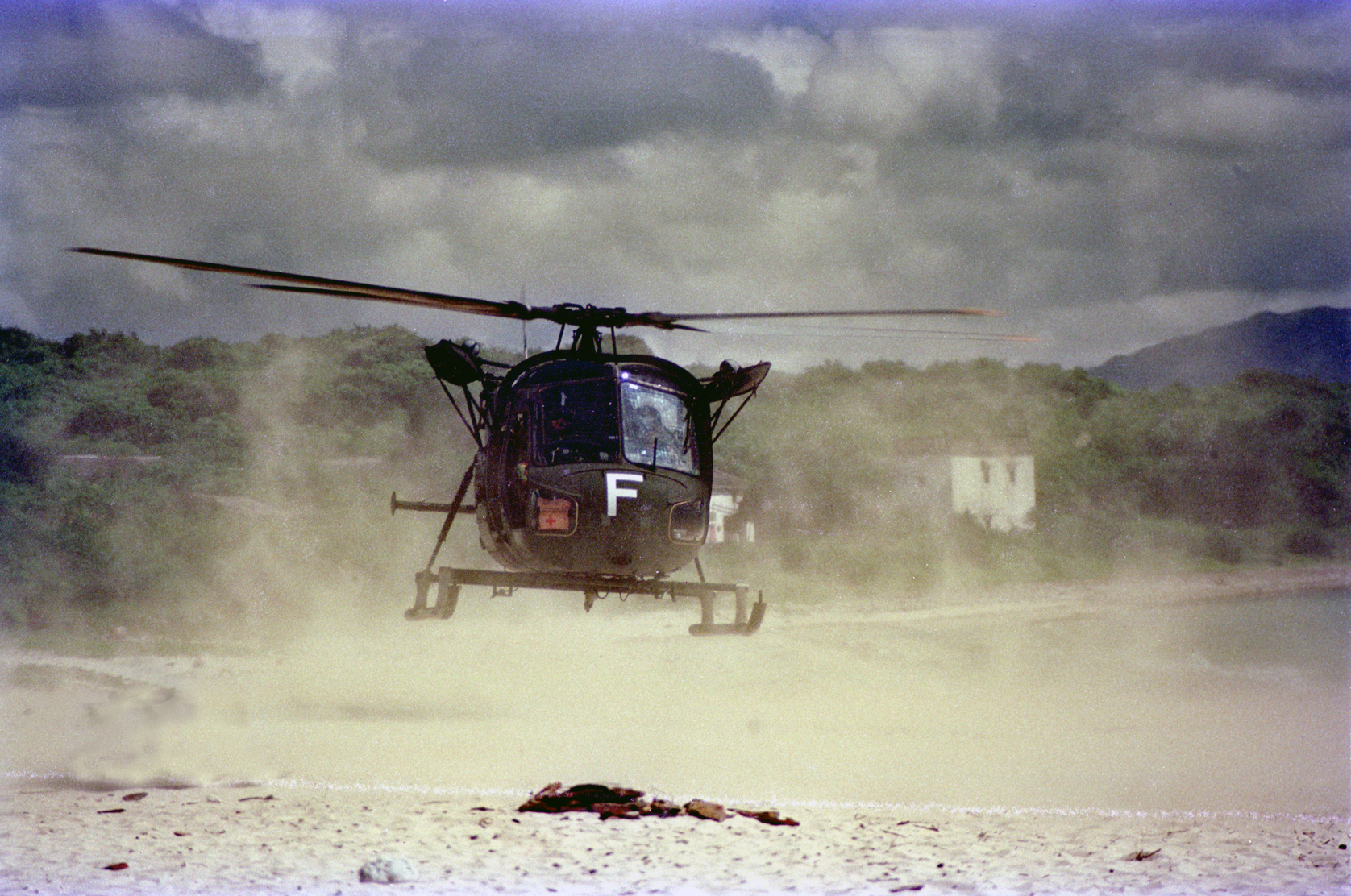
1983年8月，英國陸軍航空團第660中隊的一架偵察兵式直升機正於坪洲降落

在1930年代後期，英國駐港陸軍由四個步兵營組成，亦設有炮兵部隊。1941年11月，加拿大在香港保衛戰爆發前夕增援香港兩個營，使香港守軍擴充為六個營，並連同香港本地正規軍及後備軍組成兩個旅。二次大戰之後，駐港陸軍主要由四個步兵營組成一個旅。1940年代後期至1970年代中期，因應地區局勢，英軍在香港派駐野戰炮兵。1950年代至1970年代初，英國陸軍裝甲部隊進駐香港，先後裝備彗星坦克及百夫長坦克，而英國陸軍航空團則部署至1994年。
駐香港地面部隊主要組織為：
- 第26啹喀步兵旅（1948年-1950年）
- 第48啹喀步兵旅（1957年-1992年），1976年至1987年間曾改稱啹喀地面部隊（Gurkha Field Force），其後又改回原稱直至解散[20]。
- 第51步兵旅（1976年解散）

香港在英國統治時期，曾有不同的英軍陸軍單位駐紮在香港。戰後的英軍陸軍部隊通常以每三年輪替的形式派駐香港。
以下只列出二次大戰後駐守香港的部隊，至於英國參與韓戰和馬來亞緊急狀態的軍事行動，而在香港短暫停留的英國陸軍單位，均不在此紀錄。

### 裝甲及騎兵部隊
| 部隊中文名稱                      | 部隊英文名稱                                  | 開始駐守日期                | 結束駐守日期                |
| --------------------------------- | --------------------------------------------- | --------------------------- | --------------------------- |
| 皇家蘇格蘭灰騎龍騎兵團第二營C中隊 | C Squadron The Royal Scots Greys 2nd Dragoons | 1962年9月19日               | 不詳                        |
| 皇家戰車兵團第一營                | 1st Royal Tank Regiment                       | 整團1957年 C中隊1974年      | 整團1960年 C中隊1976年      |
| 第4驃騎兵團                       | 4th Hussars                                   | 1950年                      | 同年                        |
| 第7驃騎兵團                       | 7th Hussars                                   | 1956年                      | 同年                        |
| 第16／5槍騎兵團A中隊及C中隊       | A & C Squadron 16th/5th Lancers               | A中隊：1953年 C中隊：1973年 | A中隊：1964年 C中隊：1975年 |
| 第14／20國王驃騎兵團              | 14th/20th King's Hussars                      | 1970年                      | 1973年                      |
| 第17／21槍騎兵團                  | 17th/21st Lancers                             | 1960年                      | 1963年                      |
| 御林軍近衛騎兵團B中隊             | B Squadron The Life Guards                    | 1967年                      | 同年                        |

### 步兵部隊
| 部隊中文名稱                                                                                               | 部隊英文名稱                                                 | 開始駐守日期                                              | 結束駐守日期                                              |
| --- | ------------------------------------------------------------ | --------------------------------------------------------- | --------------------------------------------------------- |
| 第98威爾斯親王步兵團                                                                                       | 98th (Prince of Wales's) Regiment of Foot                    | 1841年                                                    | 1846年                                                    |
| 第55韋斯摩蘭郡步兵團                                                                                       | 55th (Westmorland) Regiment of Foot                          | 1841年                                                    | 1843年                                                    |
| 皇家愛爾蘭兵團                                                                                             | Royal Irish Regiment                                         | 1846年                                                    | 1847年                                                    |
| 第95打比郡步兵團                                                                                           | 95th (Derbyshire) Regiment of Foot                           | 1847年                                                    | 1850年                                                    |
| 第59（第2諾定咸郡）步兵團                                                                                  | 59th (2nd Nottinghamshire) Regiment of Foot                  | 1849年                                                    | 1858年                                                    |
| 第28北告羅士打郡步兵團                                                                                     | 28th (North Gloucestershire) Regiment of Foot                | 1876年                                                    | 1878年                                                    |
| 第74高地步兵團                                                                                             | 74th (Highland) Regiment of Foot                             | 1878年                                                    | 1879年                                                    |
| 皇家恩尼斯基寧燧槍兵團第一營                                                                               | 1st Battalion Royal Inniskilling Fusiliers                   | 1881年                                                    | 1883年                                                    |
| 英皇直屬史樂郡輕步兵團第一營                                                                               | 1st Battalion King's Shropshire Light Infantry               | 1892年                                                    | 1895年                                                    |
| 親王直屬來福槍旅第一營                                                                                     | 1st Battalion Rifle Brigade (The Prince Consort's Own)       | 1894年                                                    | 1897年                                                    |
| 皇家威爾斯燧槍兵團第二營                                                                                   | 2st Battalion Royal Welch Fusiliers                          | 首次：1899年 第二次：1900年 第三次：1934年 第四次：1938年 | 首次：1900年 第二次：1902年 第三次：1937年 第四次：同年   |
| 女皇直屬金馬倫高地兵團第二營                                                                               | 2nd Battalion Queen's Own Cameron Highlanders                | 1908年                                                    | 1909年                                                    |
| 康沃爾公爵輕步兵團第二營                                                                                   | 2nd Battalion Duke of Cornwall's Light Infantry              | 1913年                                                    | 1914年                                                    |
| 東舒梨兵團第一營                                                                                           | 1st Battalion East Surrey Regiment                           | 1923年                                                    | 1926年                                                    |
| 英皇直屬蘇格蘭邊民團第二營                                                                                 | 2nd Battalion King's Own Scottish Borderers                  | 1926年                                                    | 1930年                                                    |
| 蘇格蘭衛隊第二營                                                                                           | 2nd Battalion Scots Guards                                   | 1926年                                                    | 1928年                                                    |
| 南威爾斯邊民團第一營                                                                                       | 1st Battalion South Wales Borderers                          | 首次：1930年 第二次：1963年                               | 首次：1934年 第二次：1966年                               |
| 皇家林肯郡兵團第一營                                                                                       | 1st Battalion Royal Lincolnshire Regiment                    | 1932年                                                    | 1936年                                                    |
| 東蘭開夏郡兵團第二營                                                                                       | 2nd Battalion East Lancashire Regiment                       | 1933年                                                    | 1937年                                                    |
| 錫福斯高地兵團第一營                                                                                       | 1st Battalion Seaforth Highlanders                           | 1937年                                                    | 1938年                                                    |
| 米杜息士兵團第一營                                                                                         | 1st Battalion Middlesex Regiment                             | 首次：1917年 第二次：1937年 第三次：1949年 第四次：1951年 | 首次：1918年 第二次：1941年 第三次：1950年 第四次：1952年 |
| 皇家蘇格蘭兵團第二營                                                                                       | 2nd Battalion Royal Scots                                    | 1938年                                                    | 1941年                                                    |
| 巴付皇家東根德郡兵團第二營                                                                                 | 2nd Battalion Buffs (Royal East Kent Regiment)               | 1947年                                                    | 1949年                                                    |
| 亞皆及修打蘭高地兵團第一營                                                                                 | 1st Battalion The Argyll and Sutherland Highlanders          | 首次：1949年 第二次：1951年 第三次：1979年                | 首次：1950年 第二次：1951年 第三次：同年                  |
| 巴付皇家東根德郡兵團第一營                                                                                 | 1st Battalion Buffs (Royal East Kent Regiment)               | 1949年                                                    | 1950年                                                    |
| 金馬倫蘇格蘭來福槍兵團第一營                                                                               | 1st Battalion Cameronians (Scottish Rifles)                  | 1949年                                                    | 1950年                                                    |
| 南史德福郡兵團第一營                                                                                       | 1st Battalion South Staffordshire Regiment                   | 1949年                                                    | 1951年                                                    |
| 威爾特郡兵團第一營                                                                                         | 1st Battalion Wiltshire Regiment                             | 1950年                                                    | 1952年                                                    |
| 多實郡兵團第一營                                                                                           | 1st Battalion Dorsetshire Regiment                           | 1952年                                                    | 1954年                                                    |
| 英皇直屬利物浦步兵團第一營                                                                                 | 1st Battalion The King's Regiment (Liverpool)                | 首次：1952年 第二次：1953年                               | 首次：同年 第二次：1955年                                 |
| 北史德福郡兵團第一營                                                                                       | 1st Battalion North Staffordshire Regiment                   | 1954年                                                    | 1957年                                                    |
| 諾咸頓郡兵團第一營                                                                                         | 1st Battalion Northamptonshire Regiment                      | 1954年                                                    | 1957年                                                    |
| 雅息士郡兵團第一營                                                                                         | 1st Battalion Essex Regiment                                 | 1954年                                                    | 1957年                                                    |
| 東蘭開夏郡兵團第一營                                                                                       | 1st Battalion East Lancashire Regiment                       | 1957年                                                    | 1958年                                                    |
| 皇家綠霍華德輕步兵團第一營                                                                                 | 1st Battalion The Green Howards                              | 1956年                                                    | 1959年                                                    |
| 皇家諾森伯蘭燧槍兵團第一營                                                                                 | 1st Battalion Royal Northumberland Fusiliers                 | 1958年                                                    | 1961年                                                    |
| 皇家和域郡兵團第一營                                                                                       | 1st Battalion Royal Warwickshire Regiment                    | 1960年                                                    | 1962年                                                    |
| 女皇直屬皇家舒梨郡兵團第一營                                                                               | 1st Battalion Queen's Royal Surrey Regiment                  | 1962年                                                    | 1964年                                                    |
| 對衡輕步兵團第一營                                                                                         | 1st Battalion Durham Light Infantry                          | 1963年                                                    | 1965年                                                    |
| 第1綠夾克（第43和52）步兵團                                                                                | 1st Green Jackets (43rd and 52nd)                            | 1965年                                                    | 同年                                                      |
| 皇家根德郡兵團第一營                                                                                       | 1st Battalion The Queen's Own Buffs, The Royal Kent Regiment | 1965年                                                    | 1966年                                                    |
| 威爾斯兵團第一營                                                                                           | 1st Battalion Welch Regiment                                 | 1966年                                                    | 1968年                                                    |
| 蘭開夏郡燧槍兵團第一營                                                                                     | 1st Battalion Lancashire Fusiliers                           | 1967年                                                    | 1969年                                                    |
| 威靈頓公爵兵團第一營                                                                                       | 1st Battalion Duke of Wellington's Regiment                  | 1968年                                                    | 1970年                                                    |
| 皇家威爾斯燧槍兵團第一營                                                                                   | 1st Battalion Royal Welch Fusiliers                          | 1969年                                                    | 1972年                                                    |
| 御林軍愛爾蘭兵團第一營 （又稱愛爾蘭衛隊）                                                                  | 1st Battalion Irish Guards                                   | 1970年                                                    | 1972年                                                    |
| 英皇直屬步兵團第一營                                                                                       | 1st Battalion King's Regiment                                | 1972年                                                    | 1975年                                                    |
| 皇家漢普郡兵團第一營                                                                                       | 1st Battalion Royal Hampshire Regiment                       | 1974年                                                    | 1976年                                                    |
| 擲彈兵衛隊第二營                                                                                           | 2nd Battalion Grenadier Guards                               | 1975年                                                    | 1976年                                                    |
| 輕步兵團第一營                                                                                             | 1st Battalion Light Infantry                                 | 1976年                                                    | 1978年                                                    |
| 皇家綠夾克輕步兵團第一營                                                                                   | 1st Battalion Royal Green Jackets                            | 1978年                                                    | 1980年                                                    |
| 女皇直屬高地兵團第一營                                                                                     | 1st Battalion Queen's Own Highlanders                        | 1980年                                                    | 1982年                                                    |
| 蘇格蘭衛隊第一營                                                                                           | 1st Battalion Scots Guards                                   | 1982年                                                    | 1984年                                                    |
| 柴郡兵團第一營                                                                                             | 1st Battalion Cheshire Regiment                              | 1984年                                                    | 1986年                                                    |
| 高士廉衛隊第一營                                                                                           | 1st Battalion Coldstream Guards                              | 1986年                                                    | 1988年                                                    |
| 愛丁堡公爵皇家兵團第一營                                                                                   | 1st Battalion Duke of Edinburgh's Royal Regiment             | 1988年                                                    | 1990年                                                    |
| 威爾斯皇家兵團第一營                                                                                       | 1st Battalion Royal Regiment of Wales                        | 1990年                                                    | 1993年                                                    |
| 黑衛士兵團第一營                                                                                           | 1st Battalion The Black Watch                                | 首次：1972年 第二次：1993年 第三次：1997年                | 首次：1974年 第二次：1994年 第三次：同年                  |
| 史德福郡兵團第一營                                                                                         | 1st Battalion Staffordshire Regiment                         | 1996年                                                    | 1997年                                                    |
| 英皇愛德華七世直屬第2啹喀來福槍兵團 （註：第一、二營互相交替駐防，1992年縮編至一營，交替五輪共移動十二次） | 2nd King Edward VII's Own Gurkha Rifles                      | 首次：1953年                                              | 第十二次：1992年                                          |
| 伊利沙伯女皇直屬第6啹喀來福槍兵團 （註：第一、二營互相交替駐防，1969年縮編至一營，交替兩輪共移動八次）     | 6th Queen Elizabeth's Own Gurkha Rifles                      | 首次：1948年                                              | 第八次：1993年                                            |
| 愛丁堡公爵直屬第7啹喀來福槍兵團 （註：第一、二營互相交替駐防，1987年縮編至一營，交替兩輪共移動八次）       | 7th Duke of Edinburgh's Own Gurkha Rifles                    | 首次：1948年                                              | 第八次：1994年                                            |
| 瑪麗郡主直屬第10啹喀來福槍兵團 （註：第一、二營互相交替駐防，1968年縮編至一營，交替兩輪共移動七次）        | 10th Princess Mary's Own Gurkha Rifles                       | 首次：1948年                                              | 第七次：1993年                                            |
| 皇家啹喀來福槍兵團第一營                                                                                   | 1st Battalion The Royal Gurkha Rifles                        | 1994年                                                    | 1996年                                                    |

### 砲兵部隊
| 部隊中文名稱         | 部隊英文名稱                           | 開始駐守日期                               | 結束駐守日期                               |
| -------------------- | -------------------------------------- | ------------------------------------------ | ------------------------------------------ |
| 25野戰砲兵團         | 25 Field Regiment                      | 1947年                                     | 1955年                                     |
| 14野戰砲兵團         | 14 Field Regiment                      | 首次：1949年 第二次：1952年 第三次：1960年 | 首次：1951年 第二次：1956年 第三次：1962年 |
| 23野戰砲兵團         | 23 Field Regiment                      | 1949年                                     | 1952年                                     |
| 34輕防空砲兵團       | 34 Light Anti-Air Regiment             | 首次：1949年 第二次：1961年                | 首次：1952年 第二次：1963年                |
| 27反戰車砲兵連       | 23 Anti-Tank Battery                   | 1949年                                     | 1958年                                     |
| 58中型砲兵團         | 58 Medium Regiment                     | 1949年                                     | 1952年                                     |
| 27重防空砲兵團       | 27 Heavy Anti-Air Regiment             | 1949年                                     | 1957年                                     |
| 173定位連            | 173 Locating Battery                   | 1950年                                     | 1957年                                     |
| 15觀測連             | 15 Observation Battery                 | 1950年                                     | 1951年                                     |
| 32砲兵團             | 32 Regiment                            | 首次：1951年 第二次：1958年                | 首次：1952年 第二次：1961年                |
| 45野戰砲兵團         | 45 Field Regiment                      | 首次：1951年 第二次：1958年                | 首次：1953年 第二次：1961年                |
| 72輕防空砲兵團       | 72 Light Anti-Air Regiment             | 1952年                                     | 1955年                                     |
| 20野戰砲兵團         | 20 Field Regiment                      | 1952年                                     | 1955年                                     |
| 42野戰砲兵團         | 42 Field Regiment                      | 1952年                                     | 1956年                                     |
| 15中型砲兵團         | 15 Medium Regiment                     | 1955年                                     | 1957年                                     |
| 74輕防空砲兵團       | 74 Light Anti-Air Regiment             | 1955年                                     | 1958年                                     |
| 19野戰砲兵團         | 19 Field Regiment                      | 1956年                                     | 1957年                                     |
| 49野戰砲兵團         | 49 Field Regiment                      | 1957年                                     | 1961年                                     |
| 5野戰砲兵團          | 5 Field Regiment                       | 1958年                                     | 1961年                                     |
| 4野戰砲兵團          | 4 Field Regiment                       | 1961年                                     | 1964年                                     |
| 49輕砲兵團           | 49 Light Regiment                      | 1964年                                     | 1966年                                     |
| 18輕砲兵團           | 18 Light Regiment                      | 1966年                                     | 1969年                                     |
| 25輕砲兵團           | 25 Light Regiment                      | 1969年                                     | 1971年                                     |
| 47輕砲兵團           | 47 Light Regiment                      | 1971年                                     | 1973年                                     |
| 皇家馬砲兵47輕砲兵團 | 3 Light Regiment Royal Horse Artillery | 1973年                                     | 1975年                                     |
| 20輕砲兵團           | 20 Light Regiment                      | 1975年                                     | 1976年                                     |

### 其他部隊
| 部隊中文名稱                    | 部隊英文名稱                                                    | 開始駐守日期 | 結束駐守日期 |
| ------------------------------- | --------------------------------------------------------------- | ------------ | ------------ |
| 陸軍航空兵團660中隊             | 660 Squadron Army Air Corps                                     | 1978年       | 1994年       |
| 17啹喀通訊團                    | 17 Gurkha Signal Regiment                                       |              |              |
| 皇家陸軍醫務軍團18野戰救護團    | 18 Field Ambulance Royal Army Medical Corps                     |              |              |
| 87啹喀通訊團                    | 17 Gurkha Signal Regiment                                       |              |              |
| 28、31啹喀運輸團                | 28 & 31 Squadron Gurkha Transport Regiment                      |              |              |
| 皇家機電工程兵50香港工場        | 50 Hong Kong Workshop Royal Electrical and Mechanical Engineers |              |              |
| 皇家工兵50野戰工兵團            | 50 Field Engineer Regiment Royal Engineers                      |              |              |
| 女皇啹喀工兵67、68、69及70中隊  | 67, 68, 69 & 70 Squadron Queen's Gurkha Engineers               |              |              |
| 皇家陸軍教育軍團75陸軍教育中心  | 75 Army Education Centre Royal Army Education Corps             |              |              |
| 女皇啹喀通訊兵246、247及248中隊 | 246, 247 & 248 Squadron Queen's Gurkha Signals                  |              |              |
| 皇家通訊兵252中隊               | 252 Squadron Royal Signals                                      |              |              |
| 皇家通訊兵27通訊團              | 27 Signal Regiment Royal Signals                                |              |              |
| 皇家獸醫軍團動物支援組          | Defence Animal Support Unit Royal Army Veterinary Corps         |              |              |
| 香港情報隊                      | Hong Kong Information Team                                      |              |              |
| 皇家憲兵香港憲兵連              | Hong Kong Provost Company Royal Military Police                 |              |              |

### 陸軍設施
英軍在香港的設施：

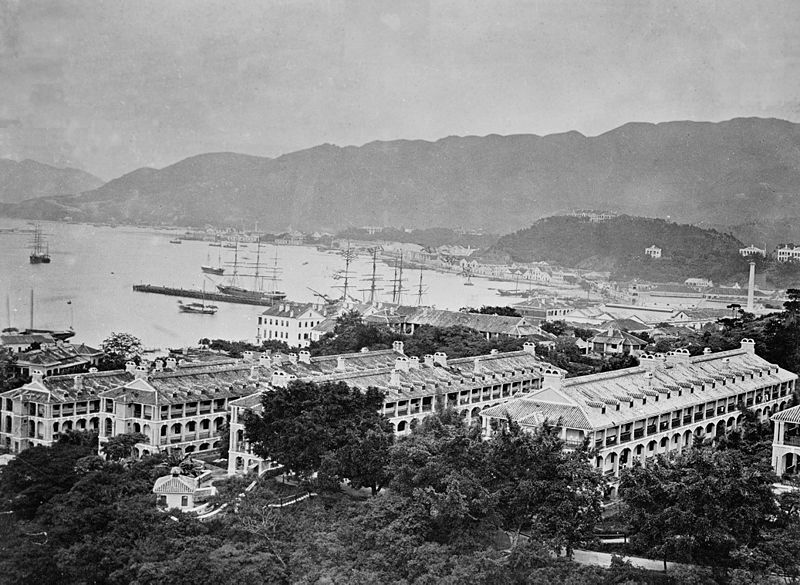
1870年代的域多利兵房

- 三軍司令官邸 - 1846-1932年期間稱為司令總部大樓，1978年稱為英軍總部，最初為德己立少將而建，是域多利兵房的一部份，現為茶具文物館。
- 域多利兵房 - 1846年-1979年。
- 美利兵房 - 1846年-1982年，1982年從中環搬往赤柱，現為赤柱美利樓。
- 威靈頓兵房 - 1840年代至1946年為陸軍軍營，1946年至1960年代交予皇家海軍作添馬艦海軍基地，後來拆卸，加設威爾斯親王大廈，即現今中國人民解放軍駐香港部隊大樓。
- 赤柱炮台 - 1841年於香港島設立，後來成為赤柱監獄及二戰日本戰俘監獄。
- 鯉魚門砲台 - 1840年代起為海事防禦設施，現今成為香港海防博物館及鯉魚門公園及渡假村。
- 醉酒灣防線 - 1930年代興建的防線。
- 掃管軍營 ﹣ 又稱寶龍軍營、位處屯門， 後來曾為屯門入境事務處訓練學校，現為國際十字路會用址。
- 歌頓軍營 ﹣ 毗連掃管軍營。
- 九龍東軍營 - 舊稱奧士本軍營，1945年因紀念香港保衛戰中殉戰的溫尼伯榴彈兵奧士本。
- 高希馬軍營 - 位處新界大埔仔，因主權移交而未有建成，現址為香港科技大學。
- 深水埗軍營 - 曾為二戰日本戰俘監獄、越南難民營，現為公共屋邨、商廈及政府辦公室。
- 皇后軍營 - 今改稱正義道軍營。[22]
- 亞皆老軍營 - 1920年代-1950/1970年代，位處馬頭圍亞皆老街、天光道一帶。1920年代，港英為了拓展九龍市區，支援和保衛啟德機場及皇家空軍機場，拆卸古瑾圍（馬頭圍村）而建立。古瑾圍及亞皆老軍營具體位置現為醫院管理局大樓、香港眼科醫院、聖德肋撒醫院新翼、九龍城法院大樓、九龍城警署、天光道運動場及馬頭圍邨一帶。

## 英國皇家海軍
英國皇家海軍從1842年中英兩國簽署《南京條約》香港開埠之始進駐香港。基地設於香港島以北的添馬艦海軍基地（HMS Tamar）；並在1970年代加建威爾斯親王大廈。1993年，添馬艦海軍基地被移至鄰近昂船洲政府船塢的昂船洲海軍基地直至1997年4月關閉。
香港曾有以下皇家海軍艦隊常駐：
- 英國太平洋艦隊 1840年代-1948年
- 英國駐華中隊 1844年-1941年，1945年-1992年
- 英國遠東艦隊／香港中隊 1969年-1971年
- 第120掃雷中隊 1958年-1966年，轉移至新加坡。
- 第6反水雷／巡邏艇中隊 1969年-1997年，原為反水雷中隊，在1972年改名巡邏艇中隊。

### 海軍設施
- 威爾斯親王大廈 1980年-1997年，現稱中國人民解放軍駐香港部隊中環軍營
- 皇家海軍金鐘船塢 1859年-1902年
- 皇家海軍乾船塢 1902年-1959年
- 皇家海軍昂船洲儲煤場 1861年-1959年
- 皇家海軍九龍儲煤場及船塢 1901年-1959年
- 西環軍營 1844年-1846年
- 威靈頓兵房 1946年-1978年，作添馬艦海軍基地（已拆卸）
- 域多利軍營 1843年-1979年，又稱域多利兵房，大部分成爲香港公園
- 鯉魚門軍營 1887年-1987年，部分原址成爲鯉魚門渡假村
- 鯉魚門軍營布倫南魚雷發射站 1890年，現成爲香港海防博物館的一部分
- Reverse, Central, West and Pass Batteries 1880年代
- 灣仔皇家海軍醫院 - 已拆卸，現為律敦治醫院
- 水手醫院 1843年-1873年 - 被皇家海軍醫院取代
- Lamont and Hope乾船塢
- 香港仔船塢
- 太古船塢 - 香港民營船塢，現為太古城

### 船艦
- 添馬號 - 接待船 1897年-1941年，於1941年12月的香港保衛戰中沉沒。
- 莎樂蒂公主號及域陀伊曼紐號 - 接待船
- Tidal Basin 1902年-1959年
- Boat Basin 1902年-1959年
- HM Victualling Yards 1859年-1946年
- HMS Nabcatcher - Kai Tak 1945年-1946年
- HMS Flycatcher - Kai Tak 1947年
- HMS Minden 1840年代 - 海上醫院
- HMS Alligator 1840年代-1873年 - 海上醫院
- HMS Lord Melville 1860年代-1873年 - 海上醫院（East Indies Sqdn）
- 瑪麗王后號 1945年-1946年 - 用作海上醫院
- 頓級巡邏艦（英语：Ton-class minesweeper） 1966年-1985年，原為掃雷艦，1966年派駐的五艘於1971年調回英國，由另五艘同型艦改裝為巡邏艦替換。
- 孔雀級巡邏艦 1984年-1997年，為替換頓級巡邏艦而建造五艘，於1988年轉售其中兩艘，餘下三艘留守至1997年[23]。

## 英國皇家空軍

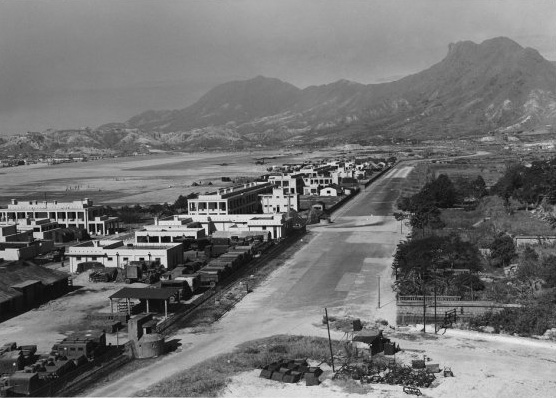
啟德皇家空軍基地（攝於1945年）

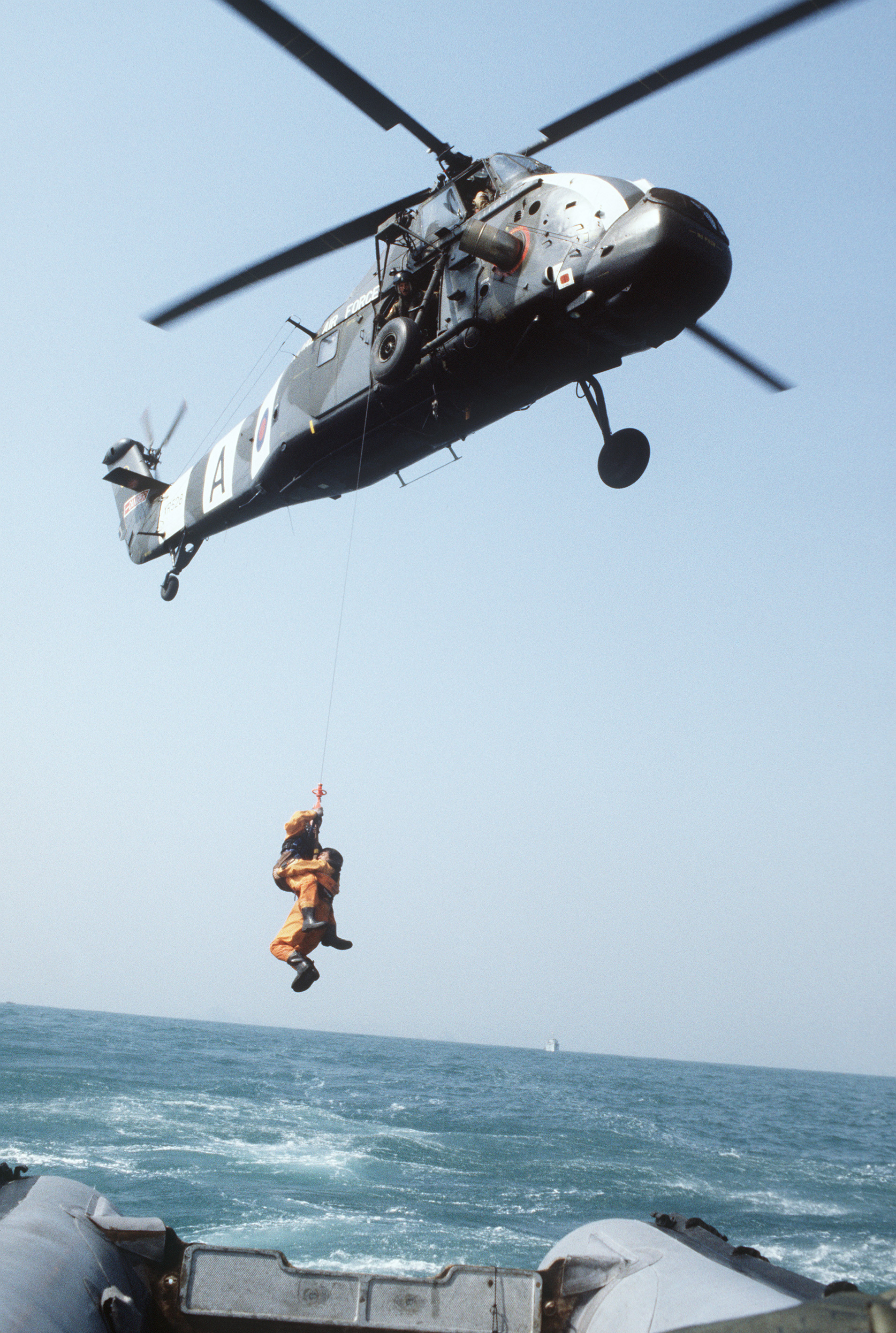
1983年，駐港皇家空軍一架威塞克斯式直升機（Wessex HC2）參與空中拯救訓練

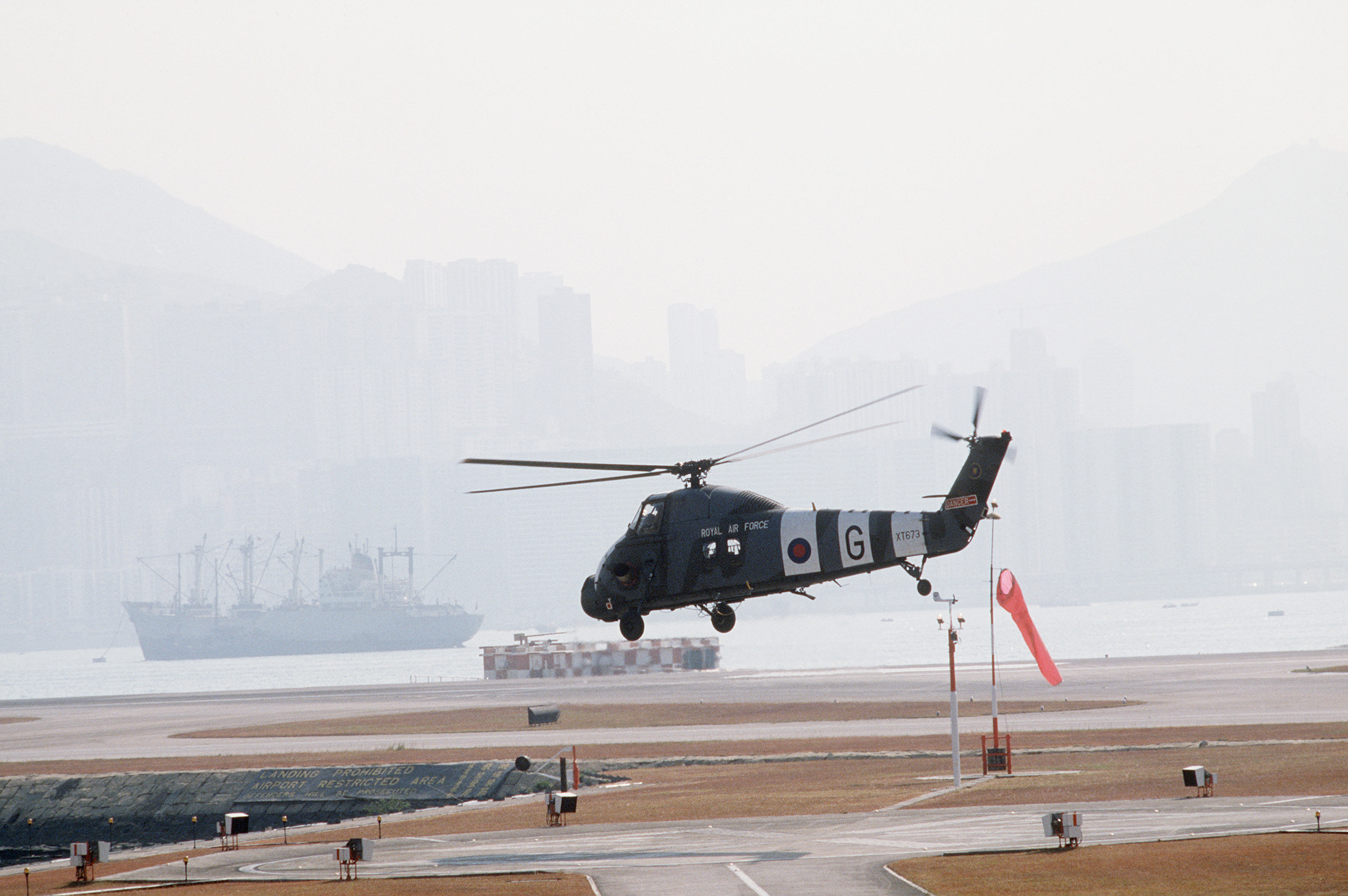
1983年，一架屬於第28中隊的威塞克斯式直升機（Wessex HC2） 正從香港啟德機場起飛。

英國皇家空軍為駐港英軍中人數最少一支，曾經駐守於兩個空軍基地，其中的啟德皇家空軍基地（RAF Kai Tak）位於九龍半島啟德機場的東側（即現時啟業邨位置），另一個是位於新界的石崗皇家空軍基地（RAF Sek Kong）。英國皇家空軍最初以啟德機場為基地，1978年撤出啟德機場後，便集中以石崗機場為基地。
下例為英國皇家空軍駐港單位：
- 英國皇家空軍第28中隊：1968年至1978年及1996年至1997年進駐啟德機場，於1978年至1996年間進駐石崗機場。1968年配備旋風式直升機（英语：Westland Whirlwind (helicopter)），1972年換裝威塞克斯式直昇機（Wessex HC2）。
- 22 Squadron
- 114 Squadron
- 846 Squadron 1963年-1964年（RAF Kai Tak）
- 847 Squadron 1970年（RAF Kai Tak）
- 367 Wireless Unit
- 368 Wireless Unit
- 444 Signals Unit (Stanley Fort), 1971年-1977年, SatCom node in the Defence Communications Network
- Medical Supply Squadron
- Composite Signals Unit
- GEF（Ground Radio）
- ASF（Catering Squadron）

## 其它設施
- 英國陸軍醫院
- 英國三軍廣播服務
- 英軍子弟學校
  - 赤柱炮台學校
  - 聖佐治學校
  - 踞喀中學

## 海軍俱樂部
香港曾是英軍在遠東地區最重要的港口之一，主權移交前很多皇家海軍水兵落船後都會去到蘭桂坊旁邊的海軍俱樂部（China Fleet Club）。
海軍俱樂部的歷史：
- 1900年－1903年：香港商人與駐港的皇家海軍籌集資金建立皇家海軍駐港餐廳
- 1929年：原有餐廳清拆及重建
- 1929－1934年：於告士打道建立臨時海軍俱樂部
- 1933年：海軍俱樂部由海軍上將Howard Atwood Kelly奠基，名為「The Old Blue」
- 1941年－1945年：二戰期間海軍俱樂部被日軍佔領改成日本海軍司令部
- 1945年－1980年：海軍俱樂部被皇家海軍重新佔領
- 1952年：增加加冕側翼
- 1980年－1985年：海軍俱樂部搬至新鴻基中心作臨時開放
- 1985年：海軍俱樂部搬至25層高的新大樓
- 1986年：海軍俱樂部開始計劃搬至英國
- 1989年：位於英國索爾塔什（Saltash）的國家海軍俱樂部（China Fleet Country Club）開始興建
- 1991年：國家海軍俱樂部興建完成，同年6月開放
- 1992年：海軍俱樂部關閉

## 軍事行動
1941年12月8日，日本發動太平洋戰爭，駐紮在深圳的日軍大規模入侵香港，香港戰役爆發，駐港英軍在人力物力都處於劣勢下苦戰18天後，港督楊慕琦決定投降。
1950年代，在韓戰中，英軍以香港為補給及轉運港，亦有派遣駐港英軍參戰。
1967年7月8日發生的沙頭角槍戰，大批持有武器的中共民兵越境，包圍及攻擊在沙頭角的香港警崗，時任駐港英軍司令陸軍中將華智禮（John Worsley）決定先請示倫敦批准，在警署遇襲後四小時才有駐港英軍前往沙頭角警署增援，以致未能協助受到中共武裝人員攻擊的香港警務人員，有五名香港警員在抵抗越境攻擊者時殉職。
1971年5月18日，當時一架駐港英軍車輛由香港邊境禁區誤入華界，隨即被中國民兵包圍並且扣留武器和人員，其間英軍須向中方簽署文件以承認非法進入華界。事件擾攘18小時後中国把英軍車輛、武器和軍人等發還至香港邊境。
1991年11月，香港水警在稔灣攔截越界闖入香港水域的中國邊防武裝船隻時，曾遭到中國邊防人員以武器包括機關槍指嚇，此後駐港英軍多次協助香港水警應付與中國執法船隻的對峙；駐港皇家海軍亦曾於1993年7月逐退使用高射炮瞄準香港執法船隻的中國緝私艇。

## 撤離
駐港英軍總司令鄧守仁在1996年8月29日，公佈英軍分4階段撤離香港及關閉軍營的計畫，石崗軍營修理場在1996年8月30日關閉，展開英軍撤港的序幕，駐港皇家空軍石崗機場在9月15日關閉，6架原屬英國皇家空軍第28中隊的韋斯克斯HC2直升機出售給烏拉圭政府，機隊在6月3日在啟德機場進行最後一次飛行；最後一批駐港啹喀步兵部隊在11月1日舉行降旗儀式，結束了啹喀兵駐港40年的歷史:154-157。
位於昂船洲的添馬艦海軍基地在1997年4月11日關閉，包括三艘孔雀級巡邏艦在內的作戰中隊運作至6月30日，其後三艘巡邏艦悉數轉售菲律賓海軍；被稱為「千日軍團」，負責提供後勤支援及協助撤港的香港常規支援兵團在5月31日在奧士本軍營解散。奧士本軍營在6月4日關閉後，繼續運作的英軍軍事設施僅剩下包括威爾斯親王大廈在內的威爾斯軍營:154-157。及後，司令部從威爾斯親王大廈遷至漆咸號巡防艦上，為駐港英軍撤離作最後準備。
1997年6月30日晚上23時50分，由18人組成的駐港英軍海陸空衛隊，由指揮官艾利斯中校（Jeremy Ellis）帶領下，與中國人民解放軍駐港部隊指揮官譚善愛中校率領，同以18人組成的海陸空衛隊，在威爾斯軍營進行交接儀式，兩軍指揮官在23時58分向對方敬禮，艾利斯以英文向譚善愛報告：「譚善愛中校，威爾斯軍營現在準備完畢，請你接收。祝你和你的同事們好運，順利上崗。請允許我讓威爾斯親王軍營衛隊下崗」。譚善愛中校以普通話回答：「艾利斯中校，我代表中國人民解放軍駐香港部隊接管軍營。你們可以下崗，我們上崗。祝你們一路平安」。語畢兩方握手，並互相敬禮，艾利斯命令衛兵步操離開軍營大門，走向停靠軍用碼頭的漆咸號巡防艦，當時為23時59分55秒，象徵英軍駐港的歷史正式終結:13-15。

## 1940年駐港英軍冬令時間
香港保衛戰是駐港英軍直接參與的最大規模戰役，由於當年英軍的遠東司令部設於以新加坡爲核心的海峽殖民地，爲了與遠東司令部協調，因此駐港英軍在1941年12月戰爭爆發時採用遠東英軍冬令時間（GMT+7:30）爲標準時間，該時間與香港政府向公衆頒布的時間有別，當年香港政府頒布1941年9月30日是香港夏令時間在當年的最後一天，1941年10月1日起轉換爲香港冬令時間（GMT+8:30），故此在同年12月香港政府的時鐘指針比駐港英軍快1小時，至於入侵香港的日本皇軍則以東京時間（GMT+9:00）爲標準，由於負責防守香港的駐港英軍，負責香港行政的香港政府，以及侵略香港的日本軍隊採取的時間制度各不相同，故此在研究香港保衛戰的歷史及作戰進程時，便需要注意不同文獻對時間記載的差異。

## 外部連結
- 駐港英軍的Facebook專頁
- China Fleet Club （页面存档备份，存于）
- Hong Kong
- Hong Kong Military Service Corps[]
- RAF Kai Tak （页面存档备份，存于）
- Royal Hong Kong Regiment The Volunteers Association （页面存档备份，存于）
- Stanley Fort